# Salins-les-Thermes
Pour les articles homonymes, voir Salins.
Salins-les-Thermes est une ancienne commune française située dans le département de la Savoie en région Auvergne-Rhône-Alpes.
Le 1er janvier 2016, la commune fusionne avec Fontaine-le-Puits pour former la commune nouvelle de Salins-Fontaine.

## Géographie
Salins-les-Thermes est un village savoyard au cœur de la Tarentaise, 
se situant à proximité de Moûtiers et des 3 Vallées.
Salins-les-Thermes se situe à 490 m d’altitude, dans un petit vallon qui s’étend sur 2 km au Sud / Ouest de Moûtiers. Sa superficie est de 417,5 hectares.
Salins-les-Thermes se situe à 30 km d'Albertville et à 75 km de Chambéry.
Du lit de la rivière, jusqu'à ses coteaux boisés, Salins-les-Thermes est une commune privilégiée, à proximité immédiate de Moûtiers et de Brides-les-Bains, et des stations de ski de Tarentaise.
L'activité des thermes anime le chef-lieu, au bord du Doron, depuis 1820, date à laquelle est construit le premier établissement thermal. Le pouvoir curatif de ses eaux salées pour les maladies de la peau et les rhumatismes a permis le développement d'un tourisme de santé. Plus de 15 000 touristes fréquentent ainsi les thermes de début mars à fin octobre. L'énorme débit des sources d'eaux froides et chaudes (5 millions de litres par jour) lui vaut, à juste titre, le nom de "Mer des Alpes".
Sur les coteaux ensoleillés de Salins fleurissent de nombreuses résidences et des entreprises de services, à proximité d'un site boisé très agréable pour se balader.
Salins, aux portes de la vallée de Belleville et de la vallée de Bozel où se trouvent les grandes stations de sports d'hiver, est le point de départ idéal pour de nombreuses activités.

### Communes limitrophes
| Le Bois           | Moûtiers           |                     |
| Fontaine-le-Puits | Salins-les-Thermes | Feissons-sur-Salins |
|                   | Villarlurin        | Brides-les-Bains    |

## Toponymie
En francoprovençal, le nom de la commune s'écrit Salin, selon la graphie de Conflans.

## Histoire
La première mention de l'église de Salins (Ecclesiis Salini) remonte à une donation, de 1140, de l'archevêque Pierre Ier de Tarentaise aux chanoines de l'abbaye Saint-Maurice d'Agaune, en même temps que le prieuré du Mont-Saint-Michel (Moûtiers), et les églises de Fessons et de Montagny (Besson, preuve n°18).
Au XIIIe siècle, Gonthier de Salins, reconnaît tenir du comte de Savoie, sa maison forte de Salins avec : « son curtil (jardin), sez granges et insulae (îles) ».

## Politique et administration
| Période                                  | Période   | Identité          | Étiquette | Qualité |
| ---------------------------------------- | --------- | ----------------- | --------- | ------- |
| Janvier 2016                             | Déc. 2018 | Maxime Silvestre  | ...       | ...     |
| Février 2019                             | En cours  | Françoise Crousaz | ...       | ...     |
| Les données manquantes sont à compléter. |           |                   |           |         |

| Période                                  | Période    | Identité          | Étiquette | Qualité |
| ---------------------------------------- | ---------- | ----------------- | --------- | --- |
| Les données manquantes sont à compléter. |            |                   |           | |
| 1912                                     | 1920       | François Barberis | ...       | ... |
| 1920                                     | 1925       | Jean Rey          | ...       | ... |
| 1925                                     | 1929       | François Barberis | ...       | ... |
| 1929                                     | 1934       | Jean Rey          | ...       | ... |
| 1934                                     | 1947       | Maurice Danis     | ...       | ... |
| 1947                                     | 1955       | Alfred Botto      | ...       | ... |
| 1955                                     | 1965       | Marcel Bannay     | ...       | ... |
| 1965                                     | 1977       | Ernest De Prince  | ...       | ... |
| 1977                                     | 1983       | Hervé Estoup      | ...       | ... |
| 1983                                     | Mars 2001  | Raymond Barbier   | ...       | ... |
| Mars 2001                                | Mars 2008  | Roger Rosset      | ...       | ... |
| Mars 2008                                | Avril 2010 | Denise Prieur     | ...       | ... |
| Mai 2010                                 | Déc. 2015  | Maxime Silvestre  | ...       | Dernier maire de l'ancienne commune de Salins-les-Thermes et premier maire de la commune nouvelle de Salins-Fontaine |

## Démographie
L'évolution du nombre d'habitants est connue à travers les recensements de la population effectués dans la commune depuis 1793. À partir du 1er janvier 2009, les populations légales des communes sont publiées annuellement dans le cadre d'un recensement qui repose désormais sur une collecte d'information annuelle, concernant successivement tous les territoires communaux au cours d'une période de cinq ans. 
Pour les communes de moins de 10 000 habitants, une enquête de recensement portant sur toute la population est réalisée tous les cinq ans, les populations légales des années intermédiaires étant quant à elles estimées par interpolation ou extrapolation. Pour la commune, le premier recensement exhaustif entrant dans le cadre du nouveau dispositif a été réalisé en 2007,.
En 2013, la commune comptait 876 habitants, en évolution de −9,69 % par rapport à 2008 (Savoie : +3,87 %, France hors Mayotte : +2,49 %).
| 1793 | 1800 | 1806 | 1822 | 1838 | 1848 | 1858 | 1861 | 1866 |
| ---- | ---- | ---- | ---- | ---- | ---- | ---- | ---- | ---- |
| 196  | 123  | 161  | 221  | 280  | 309  | 274  | 260  | 256  |

| 1872 | 1876 | 1881 | 1886 | 1891 | 1896 | 1901 | 1906 | 1911 |
| ---- | ---- | ---- | ---- | ---- | ---- | ---- | ---- | ---- |
| 250  | 279  | 277  | 286  | 273  | 283  | 287  | 261  | 247  |

| 1921 | 1926 | 1931 | 1936 | 1946 | 1954 | 1962 | 1968 | 1975  |
| ---- | ---- | ---- | ---- | ---- | ---- | ---- | ---- | ----- |
| 202  | 226  | 235  | 237  | 264  | 374  | 552  | 690  | 1 078 |

| 1982  | 1990  | 1999 | 2007 | 2011 | 2013 | - | - | - |
| ----- | ----- | ---- | ---- | ---- | ---- | - | - | - |
| 1 021 | 1 002 | 944  | 950  | 916  | 876  | - | - | - |

## Culture locale et patrimoine

### Lieux et monuments
- Le château de Salins ou de Melphe, ruines. Chef-lieu de la châtellenie de Briançon et Salins jusqu'au milieu du XVIe siècle.
- L'église Saint-Maurice[9]

L’église de Salins-les-Thermes a été construite à l’écart des crues du Doron. De sa structure romane il ne reste rien. Son plan était, avant 1655, en forme de croix donc avec transept. L’archevêque fit à cette époque convertir le chevet en fond plat et ajouter deux nefs latérales.
Ainsi, l’église eut la structure de toutes les églises de Tarentaise. On y retrouve donc un intérieur baroque avec voûtes en croisée d'ogives, torsades et dorures.
La présence de la maison de Savoie au château de Melphe en a décidé ainsi, Saint-Maurice étant le patron de la Savoie. La maison de Savoie a hérité du royaume de Bourgogne Transjurane. Ce dernier avait fait d’Agaune, là où l'on vénère le souvenir du massacre de la légion Thébaïne commandée par Saint-Maurice, l'une de ses capitales.
Saint Maurice est le sujet du retable majeur de l'église. Deux statues dans le bas-côté droit rappellent ce personnage et ses légionnaires.
- Les thermes

L'activité des thermes anime le chef-lieu, au bord du Doron, depuis 1820, date à laquelle est construit le premier établissement thermal. Le pouvoir curatif de ses eaux salées pour les maladies de la peau et les rhumatismes a permis le développement d'un tourisme de santé. Plus de 15 000 touristes fréquentent ainsi les thermes de début mars à fin octobre. L'énorme débit des sources d'eaux froides et chaudes (5 millions de litres par jour) lui vaut, à juste titre, le nom de « Mer des Alpes ».
Les thermes de Salins-les-Thermes, spécialisées dans le traitement des rhumatismes et de l'arthrose, dépendent des thermes de Brides-les-Bains, situées à 4 km en amont de Salins. Des navettes relient ces deux stations. Dans les années 1930, en plus de des traitements hydrothérapiques, s'est développé, au sein de l’univers thermal de Salins-les-Thermes, la spirométrie, destinée à améliorer, à l’aide d’exercices respiratoires, la santé des curistes,. Ces exercices étaient réalisés grâce aux spiroscopes du Dr Jos Jullien, baptisé Spiro. Une large annonce publicitaire était alors visible sur le mur du vestiaire de la piscine de la station, côté piscine, où l’on pouvait lire l’inscription suivante : « Avant le bain, le Spiro du docteur Jos Jullien pour développer la respiration. Après le bain, le Spiro du docteur Jos Jullien pour régulariser la respiration. »
- La chapelle des Frasses

Son retable est dédié à saint Roch. Ce saint, sur le chemin de Montpellier à Rome, au XIVe siècle, voulut aider les pauvres et les pestiférés. Mais il fut à son tour victime de la peste.

### Personnalités liées à la commune
Devant l’église, on peut encore voir la tombe de Jean-Marie Merme, un militaire qui fait carrière sous la Révolution et l’Empire. Retirer à Salins, son monument funéraire porte l’inscription : « Des pyramides à Moscou ». Son périple se trouve dans ses mémoires Histoire militaire , de J.-M. Merme , chevalier de la Légion d'honneur , ex - chasseur à cheval de la Garde, publiée en 1852.

### Héraldique
| Armes de Salins-les-Thermes | Les armes de Salins-les-Thermes se blasonnent ainsi : D’or à la bande de gueules[réf. nécessaire]. |

On sait très peu de chose sur ce blason.
Ce blason est identique à celui de Salins-les-Bains (Jura).